# 大岬音右エ門
大岬 音右エ門（おおみさき おとえもん、生年不明 - 1814年9月16日〈文化11年8月3日〉）は、秀ノ山部屋に所属した元力士。大岬音右衛門との表記もある。
本名は徳田と伝わるが不明。身長191cm、体重は不明。陸奥国仙臺（現在の宮城県仙台市）出身。
最高位は東大関。
1801年11月場所で、「仙臺」頭書の関之戸音右エ門で看板大関として付出された。看板大関にありがちな土俵入りのみを行う力士とは違い、本場所の相撲も取った。文化年間に入ると看板大関の地位を辞退して、他の力士と変わらない身分で相撲を取るようになった。幕内では勝率が高く、1810年10月場所で7勝2敗1預の優勝次点（優勝相当成績は雷電爲右エ門で7勝1敗1休1分）の好成績を挙げた。1814年4月場所で12年ぶりに大関に返り咲いたが、初日の日下山（ひげやま）戦に勝利したのみで残りを休場。そしてこの場所終了後の1814年8月3日に現役中のまま死去した。
抱えは死去までに、仙台藩（1801年11月 - 1803年5月）→ 高松藩（1803年10月 - 1807年11月）→ 久留米藩（1808年10月 - 1814年4月）と変わった。
幕内通算 17場所 57勝24敗3分1預6無70休の成績を残した。
改名歴は5回ある：関之戸 音右エ門 → 関ノ戸 音右エ門 → 大見崎 音右エ門 → 大岬 音右エ門 → 大岬 丈右エ門 → 大岬 丈右衛門。

## 場所別成績
| 1801年 | x                 | 西大関 2–1–3                 |
| 1802年 | 西大関 4–3–3      | 東大関 0–0–10                |
| 1803年 | x                 | 東関脇 4–2–3 1無             |
| 1804年 | x                 | 東関脇 6–3–1                 |
| 1805年 | x                 | x                            |
| 1806年 | x                 | x                            |
| 1807年 | x                 | 西張出前頭8枚目 4–2–1 1分2無 |
| 1808年 | x                 | 東小結 0–0–10                |
| 1809年 | 東小結 0–0–10     | 東小結 6–2 1分1無            |
| 1810年 | 東小結 6–2–1 1無  | 東小結 7–2 1預               |
| 1811年 | 東小結 6–2–2      | 東小結 5–3–1 1分             |
| 1812年 | 東小結 0–0–5      | 東小結 6–2–1 1無             |
| 1813年 | 東関脇 0–0–10     | x                            |
| 1814年 | 東大関 引退 1–0–9 | x                            |
| 各欄の数字は、「勝ち-負け-休場」を示す。 優勝 引退 休場 十両 幕下 三賞：敢=敢闘賞、殊=殊勲賞、技=技能賞 その他：★=金星 番付階級：幕内 - 十両 - 幕下 - 三段目 - 序二段 - 序ノ口 幕内序列：横綱 - 大関 - 関脇 - 小結 - 前頭（「#数字」は各位内の序列） |                   |                              |